# Pete La Roca
Peter „La Roca“ Sims (* 7. April 1938 in New York City; † 19. November 2012 ebenda) war ein US-amerikanischer Jazzschlagzeuger und Anwalt.

## Werdegang
Pete La Roca war der Sohn eines Trompeters und einer Pianistin. Er studierte an der High School of Music and Art und an der Manhattan School of Music. Max Roach hörte ihn im Jazzclub Birdland und empfahl ihn an Sonny Rollins. Seinen Lebensunterhalt verdiente er in einem Rechtsanwaltsbüro und in New Yorks öffentlicher Bücherei.
La Roca spielte in den 1950er Jahren mit den Hard-Bop-Formationen von Jaki Byard, Jackie McLean, Art Farmer, Joe Henderson, J. R. Monterose, Kenny Dorham, Paul Bley, Slide Hampton, Sonny Clark und Sonny Rollins. Mit letzterem nahm er das legendäre Konzert im New Yorker Village Vanguard 1957 auf. 1961/62 leitete La Roca kurz eine eigene Formation und war Mitte der 1960er Jahre im Jazz Workshop in Boston, bei Art Farmer und Charles Lloyd zu hören. 1965 nahm er sein erstes Album als Leader Basra (Blue Note Records) auf.
1967 entstand das Album Turkish Woman At The Bath mit Chick Corea, dem Bassisten Walter Booker und John Gilmore (das 1973 unerlaubt als Bliss! von Chick Corea veröffentlicht wurde).
Um 1968 beendete La Roca seine Jazzkarriere und arbeitete fortan als Anwalt. Dabei nahm er wieder den Namen Peter Sims an („La Roca“ hatte er als Künstlernamen gewählt, als er in seiner Jugend in Latin-Bands spielte).
1997 nahm er nochmals ein Album als Leader auf (Swingtime, Blue Note Records). Anfang der 2000er Jahre erkrankte La Roca an Lungenkrebs.

## Stimmen seiner Kollegen
„He was by far one of the most brilliant minds I ever knew, one of the greatest musicians I ever encountered who for starters would sing the bass line IN KEY and was a drummer like no one else.“

„OK, of all the drummers I had heard up until then, Pete was one of the guys I considered as one of the best examples of how you could play without sounding like anybody else. And his time concept was unusual and I realized this is not amateur night anymore! That was a wonderful few tunes.“

## Diskografie (Auswahl)
- Basra (Blue Note Records, 1965) mit Joe Henderson, Steve Kuhn, Steve Swallow
- Bill Barron:[6] Modern Windows (Savoy Records, 1961)
- Jaki Byard: Hi-Fly (Prestige Records, 1962)
- Sonny Clark: My Conception (Blue Note, 1959)
- Art Farmer: To Sweden with Love (1964), Sing Me Softly of the Blues (1965); beide Atlantic Records
- Don Friedman: Circle Waltz (Riverside Records, 1962)
- Slide Hampton: Sister Salvation (Atlantic, 1960)
- Joe Henderson: Page One, Our Thing (Blue Note, 1963)
- Charles Lloyd: Manhattan Stories (Resonance Records 1965, ed. 2014)
- Jackie McLean: New Soil (Blue Note, 1959)
- Sonny Rollins: A Night at the Village Vanguard (Blue Note, 1957)

## Lexikalischer Eintrag
- Ian Carr, Brian Priestley, Digby Fairweather (Hrsg.): Rough Guide Jazz. 1995, ISBN 1-85828-137-7.
- Richard Cook, Brian Morton: The Penguin Guide of Jazz on CD. 6. Auflage. Penguin, London 2002, ISBN 0-14-051521-6.
- Leonard Feather, Ira Gitler: The Biographical Encyclopedia of Jazz. Oxford University Press, Oxford u. a. 1999, ISBN 0-19-532000-X.